# Stefan Kraft
Stefan Kraft (Schwarzach im Pongau, 13 mei 1993) is een Oostenrijkse schansspringer.

## Carrière
Kraft maakte zijn wereldbekerdebuut op 6 januari 2012 in Bischofshofen. Op 4 januari 2013 scoorde hij in Innsbruck zijn eerste wereldbekerpunten, twee dagen later stond hij in Bischofshofen voor de eerste maal op het podium van een wereldbekerwedstrijd. Op de wereldkampioenschappen schansspringen 2013 in Val di Fiemme eindigde de Oostenrijker als 23e op de grote schans en als 33e op de normale schans. Tijdens de wereldkampioenschappen skivliegen 2014 in Harrachov eindigde Kraft als elfde in de individuele wedstrijd.
Op 29 december 2014 won hij in Oberstdorf de openingswedstrijd van het vierschansentoernooi, tevens zijn eerste wereldbekerzege. Met een zesde plaats in Garmisch-Partenkirchen, een tweede plaats in Innsbruck en een derde plaats in Bischofshofen stelde hij de eindzege veilig in het Vierschansenstoernooi. In Falun nam Kraft deel aan de wereldkampioenschappen schansspringen 2015. Op dit toernooi veroverde hij de bronzen medaille op de normale schans, op de grote schans eindigde hij op de vijfde plaats. In de landenwedstrijd sleepte hij samen met Michael Hayböck, Manuel Poppinger en Gregor Schlierenzauer de bronzen medaille in de wacht, samen met Daniela Iraschko-Stolz, Michael Hayböck en Jacqueline Seifriedsberger eindigde hij als vierde in de gemengde landenwedstrijd. Op de wereldkampioenschappen skivliegen 2016 in Bad Mitterndorf behaalde de Oostenrijker de bronzen medaille in de individuele wedstrijd, in de landenwedstrijd legde hij samen met Manuel Poppinger, Manuel Fettner en Michael Hayböck beslag op de bronzen medaille.
Tijdens de wereldkampioenschappen schansspringen 2017 in het Finse Lahti werd Kraft wereldkampioen op zowel de kleine als de grote schans. Hij was dat seizoen ook de beste in de eindstand van Wereldbeker schansspringen 2016/2017. In 2018 nam Kraft deel aan de Olympische winterspelen in Pyeongchang. Hij eindigde 13e op de normale schans en 18e op de grote schans. Samen met Manuel Fettner, Gregor Schlierenzauer en Michael Hayböck eindigde Kraft op de vierde plaats in de landenwedstrijd.

## Resultaten

### Olympische Spelen
| Jaar | Plaats      | Resultaten                                             |
| ---- | ----------- | ------------------------------------------------------ |
| 2018 | Pyeongchang | 13e normale schans 18e grote schans 4e landenwedstrijd |

### Wereldkampioenschappen
| Jaar | Plaats        | Resultaten                                      |
| ---- | ------------- | ----------------------------------------------- |
| 2013 | Val di Fiemme | 33e HS106 23e HS134                             |
| 2015 | Falun         | HS100 · 5e HS134 · Team HS134 · 4e Gemengd team |
| 2017 | Lahti         | HS100 · HS130 · Gemengd team · Team HS130       |

### Wereldkampioenschappen skivliegen
| Jaar | Plaats          | Resultaten             |
| ---- | --------------- | ---------------------- |
| 2014 | Harrachov       | 11e HS205              |
| 2016 | Bad Mitterndorf | HS225 · Team HS225     |
| 2018 | Oberstdorf      | 4e HS235 5e Team HS235 |

### Wereldbeker
Eindklasseringen
| Seizoen   | Algm   | SV   | 4S   | RAW  |
| --------- | ------ | ---- | ---- | ---- |
| 2011/2012 | –      | –    | 67e  |      |
| 2012/2013 | 31e    | 32e  | 40e  |      |
| 2013/2014 | 10e    | 29e  | 27e  |      |
| 2014/2015 | Brons  | 7e   | Goud |      |
| 2015/2016 | 6e     | 7e   | 5e   |      |
| 2016/2017 | Goud   | Goud | 6e   | Goud |
| 2017/2018 | 4e     | 4e   | 20e  | 4e   |
| 2018/2019 | Zilver | 8e   | 17e  | 2e   |
| 2019/2020 | Goud   | Goud | 5e   | 8e   |

Wereldbekerzeges
| Datum             | Plaats          | Schans      |
| Individueel       | Individueel     | Individueel |
| ----------------- | --------------- | ----------- |
| 29 december 2014  | Oberstdorf      | HS137       |
| 15 januari 2015   | Wisła           | HS134       |
| 8 maart 2015      | Lahti           | HS130       |
| 24 januari 2016   | Zakopane        | HS134       |
| 30 december 2016  | Oberstdorf      | HS137       |
| 4 februari 2017   | Oberstdorf      | HS225       |
| 5 februari 2017   | Oberstdorf      | HS225       |
| 15 februari 2017  | Pyeongchang     | HS140       |
| 12 maart 2017     | Oslo            | HS134       |
| 16 maart 2017     | Trondheim       | HS138       |
| 24 maart 2017     | Planica         | HS225       |
| 26 maart 2017     | Planica         | HS225       |
| 20 januari 2019   | Zakopane        | HS134       |
| 26 januari 2019   | Sapporo         | HS134       |
| 27 januari 2019   | Sapporo         | HS134       |
| 12 maart 2019     | Lillehammer     | HS140       |
| 8 december 2019   | Nizjni Tagil    | HS134       |
| 2 februari 2020   | Sapporo         | HS137       |
| 16 februari 2020  | Bad Mitterndorf | HS235       |
| 22 februari 2020  | Râșnov          | HS97        |
| 28 februari 2020  | Lahti           | HS130       |
| Landenwedstrijden |                 |             |
| 1 maart 2014      | Lahti           | HS130       |
| 22 maart 2014     | Planica         | HS139       |
| 11 maart 2017     | Oslo            | HS134       |
| 9 februari 2019   | Lahti           | HS130       |
| 23 november 2019  | Wisła           | HS140       |

### Grand-Prix
Eindklasseringen
| Jaar | Plaats |
| ---- | ------ |
| 2011 | 84e    |
| 2012 | 61e    |
| 2013 | 75e    |
| 2014 | 26e    |
| 2015 | 7e     |
| 2016 | 4e     |
| 2017 | 24e    |
| 2018 | 21e    |
| 2019 | 30e    |

Grand-prixzeges
| Datum             | Plaats | Schans |
| ----------------- | ------ | ------ |
| 12 september 2015 | Almaty | HS140  |